# Eurytoma californica
Eurytoma californica är en stekelart som beskrevs av William Harris Ashmead 1887. Eurytoma californica ingår i släktet Eurytoma och familjen kragglanssteklar. Inga underarter finns listade i Catalogue of Life.